# Alberto Filippi
Alberto Filippi (Vicenza, 7 gennaio 1966) è un politico italiano, deputato nella XV legislatura e senatore durante la XVI per la Lega Nord.

## Biografia
Dopo gli studi classici si laurea in Economia e Commercio presso l'università Ca' Foscari di Venezia. Successivamente ottiene l'abilitazione alla professione di dottore commercialista e revisore ufficiale dei conti.
Di professione imprenditore, nel 1999 ha assunto la carica di amministratore delegato della Unichimica srl di Torri di Quartesolo, azienda di famiglia di cui Filippi rappresenta la terza generazione. Dal 2002 è al vertice di Uniholding SpA.

### Carriera politica
Nel 1994 si iscrive alla Lega Nord e viene nominato lo stesso anno assessore all'urbanistica, ecologia e ambiente nel comune di Arcugnano, in provincia di Vicenza.
Nel 1997 viene eletto consigliere provinciale a Vicenza.
Nel 2006 viene eletto deputato; diviene capogruppo in commissione finanze dal 6 giugno 2006 e passa dal 16 ottobre in 5° commissione (bilancio, tesoro e programmazione). Dal 13 ottobre 2006 viene nominato capogruppo nella commissione bicamerale per le questioni regionali.
Nel 2008 è eletto sia senatore sia consigliere comunale di Vicenza.
Il 29 luglio 2011 la segreteria federale della Lega Nord espelle Filippi dal partito.
Dopo alcuni mesi nel Gruppo misto, l'8 novembre 2011 aderisce al gruppo parlamentare di Coesione Nazionale, fondando nel contempo il movimento "Sì Sindaci", che raccoglie alcuni amministratori veneti, in difesa delle autonomie locali e delle problematiche dei Comuni, con un orientamento chiaro rivolto ai valori della destra tradizionale.
Il 7 dicembre 2012 Filippi aderisce a La Destra, tornando quindi al Gruppo misto.
Filippi ha sempre dichiarato il suo impegno nella lotta contro la vivisezione e gli sprechi della politica.